# Lía Borrero
Lía Victoria Borrero González (Las Tablas, 22 de agosto de 1976) é uma rainha de beleza do Panamá que venceu o concurso de Miss Internacional 1998 no Japão.
Ela foi a primeira de seu país a vencer este concurso.

## Biografia
Lía nasceu em Las Tablas e os primeiros títulos que ganhou foram o Reina del Aniversário de la Escuela Presidente Porras de Las Tablas (1987) e Reina Bodas de Oro del Colegio Manuel María Tejada Roca (1992).
Atualmente trabalha numa seguradora, é casada e tem dois filhos.

## Participação em concursos de beleza

### Rainha do Carnaval de Calle Abajo de Las Tablas
Lía foi a 38.ª Rainha do Carnaval de Las Tablas em 1996 (Reina de Calle Abajo de Las Tablas), um título que já havia pertencido a sua tia. "Eu venho de uma família de rainhas, assim por meu sangue corria o deseja de ser Rainha do Carnaval", disse para a Telemetro numa entrevista em 2012 (ver nas referências).

### Miss Panamá 1996
Ela competiu no concurso Miss Panamá nesse mesmo ano, vencendo outras 14 competidoras e se tornando a Miss Panamá 1996. Isso lhe deu a oportunidade de competir no Miss Universo 1997, realizado em Miami na Flórida.

### Miss Universo 1997
Lía foi uma das 6 finalistas no Miss Universo 1997, a melhor colocação obtida por uma panamenha até então (seu recorde foi ultrapassado mais tarde, em 2002, por Justine Pasek).

### Miss Internacional 1998
Mais tarde, em 1998, ela foi convidada para participar do concurso de Miss Internacional. No dia 26 de Setembro de 1998, em Tóquio, ela se tornou a primeira panamenha a ganhar este concurso ao derrotar outras 42 concorrentes, incluindo as fortíssimas candidatas da Venezuela e da Colômbia. Durante seu reinado de um ano ela trabalhou para a International Culture Association (ICA) ajudando o One Love Fund, fundo que levanta donativos para vítimas de desastres naturais.
Foi recebida com honras em seu país após o triunfo no Japão.

## Vida após os concursos
Em 2014, numa entrevista para a Telemetro, Lía foi entrevistada e falou sobre seus títulos de beleza. (Assista a entrevista aqui: telemetro.com)
Em 2016 corou a Miss Los Santos e em 2017 foi uma das convidadas no Miss Panamá.
É casada e tem dois filhos. Em 2019 postou uma foto em seu Instagram onde comemorava o Carnaval de Calle Abajo com a família.

## Curiosidades
É considerada a "rainha imortal" de la Calle Abajo de Las Tablas e foi homenageada durante o evento em 2012, 16 anos depois de ter sido coroada.
Em 2016 desmentiu que que quisesse a franquia do Miss Los Santos. "Chegará o momento, mas agora tenho prioridades como minha família e profissão", disse.